# لورا كيبلر
لورا ماري كيبلر (بالإنجليزية: Laura Kaeppeler)‏ (من مواليد 2 مارس 1988) حاملة لقب مسابقة ملكة جمال أمريكية توجت بمسابقة ملكة جمال أمريكا 2012 التي عقدت في 14 يناير 2012 ، ممثلة لولاية ويسكونسن. كايبلر أول امرأة تمثل ولاية ويسكونسن التي تفوز بجائزة ملكة جمال أمريكا منذ فوز تيري آن ميسون بجائزة ملكة جمال أمريكا عام 1973. وكانت لفترة وجيزة في مجلس إدارة منظمة ملكة جمال أمريكا.

## روابط خارجية
- لورا كيبلر على موقع IMDb (الإنجليزية)